# Color rosa
El color rosa és la barreja del vermell i el blanc, i el seu nom ve de la flor homònima que és d'un color vermell pàl·lid. Segons enquestes a Europa i als Estats Units, el rosa és el color associat amb més freqüència a l'encant, l'educació, la sensibilitat, la tendresa, la dolçor, la infància, la feminitat i el romanticisme. Una combinació de rosa i blanc s'associa amb la castedat i la innocència, mentre que una combinació de rosa i negre enllaça amb l'erotisme i la seducció. Al segle xxi, el rosa és vist com a un símbol de feminitat, encara que no sempre ha estat cert; a la dècada de 1920, el rosa era vist com un color que reflectia la masculinitat. En català es considera un dels termes bàsics de color.

## Història

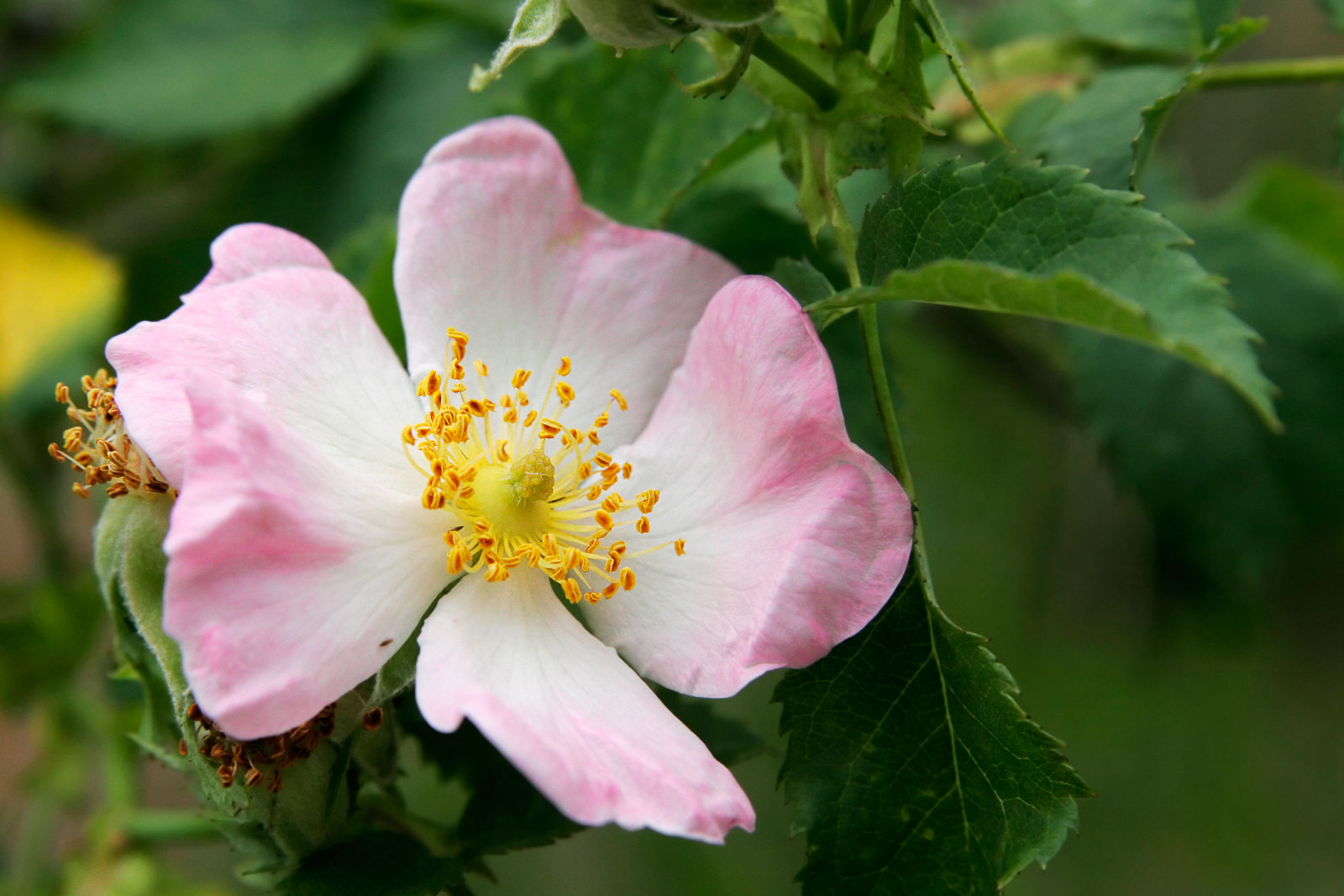
Una rosa d'aquest color

El color rosa ha estat descrit a la literatura des de l'antiguitat. A l'⁣Odissea, escrita aproximadament l'any 800 aC, Homer va escriure «Quan es mostrà, amb dits de rosa, l'Aurora, la filla de l’alba, va saltar fora del llit on dormia el bon fill d’Ulisses». Els poetes romans també van descriure el color. Roseus és la paraula llatina que significa «rosat». Lucreci va utilitzar la paraula per descriure l'alba en el seu poema èpic Sobre la naturalesa de les coses (De rerum natura).
El rosa no era un color habitual a la moda de l'edat mitjana; els nobles normalment preferien els vermells més brillants, com el carmesí. No obstant això, va aparèixer en la moda femenina i en l'art religiós. Als segles xiii i xiv, a les obres de Cimabue i Duccio, el Nen Jesús es representava de vegades vestit de rosa, el color associat al cos de Crist.
A la pintura del Cinquecento la Mare de Déu de les Roses de Rafael, el Nen Jesucrist està presentant una flor rosa a la Mare de Déu. El rosa era un símbol del matrimoni, mostrant un matrimoni espiritual entre la mare i el fill.
Durant el Renaixement, el rosa s'utilitzava principalment com a color de la carn de les cares i les mans. El pigment que s'utilitza habitualment per a això es deia cinabrese lleugera; era una barreja del pigment vermell de la terra anomenat sinòpia, o vermell venecià, i un pigment blanc anomenat Bianco San Genovese, o blanc de calç. En el seu famós manual de pintura del segle xv, Il Libro Dell'Arte, Cennino Cennini ho va descriure d'aquesta manera: «Aquest pigment està fet de la sinòpia més bonica i lleugera que es troba i es barreja amb el blanc de Sant Joan, ja que és anomenat a Florència; i aquest blanc està fet de calç completament blanca i completament purificada. I quan aquests dos pigments han estat triturats a fons (és a dir, dues parts cinabreses i la tercera blanca), feu-ne uns trossos com la meitat d'una nou i deixeu-los assecar. Quan en necessiteu, preneu-ne el que us sembli adequat. I aquest pigment us dona molt de crèdit si l'utilitzeu per pintar cares, mans i nus a les parets.»

### Seglexviii
El zenit del color rosa va ser el segle xviii, quan els colors pastel es van posar molt de moda a totes les corts d'Europa. El rosa va ser especialment defensat per Madame de Pompadour (1721-1764), l'amant del rei Lluís XV de França, que portava combinacions de blau pàl·lid i rosa, i va fer que la fàbrica de porcellana de Sèvres li confeccionés un to particular de rosa amb matisos de blau, negre i groc.
Si bé el rosa era evidentment el color de la seducció en els retrats fets per George Romney d'Emma, Lady Hamilton, la futura amant de l'almirall Horatio Nelson, a finals del segle xviii, tenia el significat completament oposat en el retrat de Sarah Barrett Moulton pintat per Thomas Lawrence el 1794. En aquesta pintura, simbolitzava la infància, la innocència i la tendresa. Sarah Moulton tenia només onze anys quan es va pintar el quadre i va morir l'any següent.

### Seglexix
A l'Anglaterra del segle xix, els nois joves sovint portaven cintes o decoracions rosades; els nois eren simplement considerats homes petits, i mentre que els homes a Anglaterra portaven uniformes vermells, els nois vestien de rosa. De fet, la roba per als nens del segle xix era gairebé sempre blanca, ja que, abans de la invenció dels tints químics, la roba de qualsevol color s'esvaïa ràpidament quan es rentava amb aigua bullent. La reina Victòria va ser pintada el 1850 amb el seu setè fill i el seu tercer fill, el príncep Artús, que vestia de blanc i rosa. A la França de finals del segle xix, els pintors impressionistes que treballaven amb una paleta de colors pastel de vegades representaven dones amb el color rosa, com la imatge de ballarines de ballet d'⁣Edgar Degas o les imatges de dones i nens de Mary Cassatt.

### Seglexx
Una desfilada de vestits, celebrada l'any 1949, al famós hotel Waldorf-Astoria de Nova York, va provocar un enrenou entre els assistents a causa dels tons rosats vibrants dels vestits i les peces. Els periodistes i crítics de l'època, que volien conèixer la inspiració del dissenyador mexicà Ramón Valdiosera, li van preguntar per l'origen del color. L'artista es va limitar a respondre que aquell rosa ja formava part de la cultura mexicana, que el crític de moda de Nova York Perle Mesta va descriure aleshores com a Rosa Mexicà.
La primera investidura de Dwight D. Eisenhower (1953), quan l'esposa d'Eisenhower, Mamie Eisenhower, portava un vestit rosa, es creu que va ser un punt d'inflexió clau en l'associació del rosa a les noies. La gran afició de la Mamie pel rosa va fer que l'associació pública fos un color que les dones havien de dur. El musical nord-americà Funny Face de 1957 també va tenir un paper important a l'hora de consolidar l'associació del color amb les dones.
Al segle xx, els rosats es van fer més atrevits, més brillants i més assertius, en part a causa de la invenció de colorants químics que no s'esvaïen. La pionera en la creació de la nova onada de roses va ser la dissenyadora italiana Elsa Schiaparelli (1890-1973), que va estar alineada amb els artistes del moviment surrealista, entre ells Jean Cocteau. El 1931 va crear una nova varietat del color, anomenada shocking ("impactant"), feta barrejant magenta amb una petita quantitat de blanc. Va llançar un perfum anomenat Shocking, venut en una ampolla amb forma de tors de dona, que es diu que es basa en el de Mae West. Les seves modes, codissenyades amb artistes com Cocteau, presentaven els nous rosats.
A l'Alemanya nazi als anys 30 i 40, els presos dels camps de concentració nazis acusats d'⁣homosexualitat es van veure obligats a portar un triangle rosa. Per això, el triangle rosa s'ha convertit en un símbol del moviment modern pels drets dels gais.
La transició al rosa com a color diferenciador sexual per a les noies es va produir gradualment, a través del procés selectiu del mercat, als anys 30 i 40. A la dècada de 1920, alguns grups havien descrit el rosa com un color masculí, equivalent al vermell, que es considerava per als homes però més clar per als nois. No obstant això, les botigues van descobrir que la gent optava cada cop més per comprar rosa per a les noies i blau per als nois, fins que això es va convertir en una norma acceptada a la dècada del 1940.

## Ciència i natura

### Òptica
En l'òptica, la paraula «rosa» pot referir-se a qualsevol dels tons pàl·lids de colors entre el vermell blavós a la tonalitat vermella, de lleugeresa mitjana a alta i de saturació baixa a moderada. Tot i que el rosa es considera generalment una tonalitat de vermell, els colors de la majoria dels tons de rosa són lleugerament blavosos, i es troben entre el vermell i el magenta. Algunes variacions de rosa, com el color salmó, s'inclinen cap al taronja.

### Sortides i postes de sol
Quan un raig de llum solar blanca viatja per l'atmosfera, alguns dels colors es dispersen fora del feix per molècules d'aire i partícules en l'aire. Això s'anomena difusió de Rayleigh. Els colors amb una longitud d'ona més curta, com el blau i el verd, s'escampen amb més força i s'eliminen de la llum que finalment arriba a l'ull. A la sortida i la posta del sol, quan el camí de la llum solar a través de l'atmosfera fins a l'ull és més llarg, els components blau i verd s'eliminen gairebé completament, deixant la llum taronja, vermella i rosa de longitud d'ona més llarga. La llum solar rosada restant també es pot dispersar per gotes de núvols i altres partícules relativament grans, que donen al cel per sobre de l'horitzó una brillantor rosada o vermellosa.

### Carn i marisc
La carn de vedella crua és vermella, perquè els músculs dels animals vertebrats, com les vaques i els porcs, contenen una proteïna anomenada mioglobina, que uneix els àtoms d'oxigen i ferro. Quan es cuina la carn de vedella, les proteïnes de la mioglobina s'oxiden i passen gradualment de vermell a rosa a marró; és a dir, de rar a mitjà a ben fet. La carn de porc conté menys mioglobina que la vedella i, per tant, és menys vermella; quan s'escalfa, canvia de rosa-vermell a menys rosat a bronzejat o blanc.
El pernil, tot i que conté mioglobines com la carn de vedella, experimenta una transformació diferent. Els pernils tradicionals, com el prosciutto, s'elaboren agafant la pota o la cuixa posterior d'un porc, cobrint-la amb sal marina, que elimina la humitat, i deixant-la assecar o curar fins a dos anys. La sal (nitrat de sodi) permet que el pernil conservi el seu color rosa original, fins i tot quan s'asseca. Els pernils de supermercat s'elaboren mitjançant un procés diferent i més ràpid; es posen en salmorra, o s'infusionen amb una solució d'aigua salada, que conté nitrit de sodi, que transfereix òxid nítric, que s'uneix a la mioglobina per formar el tradicional color rosa de pernil curat.
Les closques i la carn dels crustacis com els crancs, les llagostes i les gambes contenen un pigment carotenoide rosa anomenat astaxantina. Les seves closques, de color blau verd natural, es tornen rosades o vermelles quan es cuinen. La carn del salmó també conté astaxantina, que la fa rosada. El salmó criat a granja de vegades s'alimenta d'aquests pigments per millorar el seu color rosat, i de vegades també s'utilitza per millorar el color dels rovells d'ou.

### Plantes i flors
El rosa és un dels colors més habituals de les flors; serveix per atreure els insectes i els ocells necessaris per a la pol·linització i potser també per dissuadir els depredadors. El color prové de pigments naturals anomenats antocians, que també proporcionen el rosat dels gerds.

### Il·luminació
- Les llums elèctriques per estimular el creixement de les plantes sovint fan servir una combinació de longituds d'ona vermelles i blaves, que generalment semblen rosades a l'ull humà.[27]
- Els rètols de neó rosa es produeixen generalment mitjançant un dels dos mètodes diferents. Un mètode és fer servir gas de neó i un fòsfor blau o morat, que generalment produeix un to de rosa més càlid (més vermellós) o més intens. Un altre mètode és emprar una barreja d'argó/mercuri i un fòsfor vermell, que generalment produeix un to de rosa més fresc (més porpra) o més suau.
- Els LED rosa es poden produir mitjançant dos mètodes, ja sigui amb un LED blau amb dos fòsfors (groc per al primer fòsfor i vermell, taronja o rosa per al segon), o col·locant un colorant rosa a sobre d'un LED blanc. El canvi de color era un problema comú amb els primers LED rosats, on els fòsfors o tints vermells, taronges o rosats s'esvaïen amb el pas del temps, fent que el color rosa finalment canviés cap al blanc o el blau. Aquests problemes s'han mitigat per la introducció més recent de fòsfors més resistents a la decoloració.

## Simbolisme
- Dins la cultura occidental s'associa amb la feminitat i tot el que és femení.
- El llaç per a la sensibilització contra el càncer de mama és rosa.
- La premsa rosa és la que s'ocupa dels assumptes personals dels famosos.
- La samarreta del líder del Giro italià és rosa.
- Designa, amb alternança amb el roig, els socialistes en alguns països, com Portugal.
- El triangle rosa indica homosexualitat (pel símbol amb què eren marcats en el nazisme).
- És el color amb què es pinta la pell o la carn humana d'ètnia caucàsica.
- Simbolitza l'alegria i el plaer, com a l'expressió «veure les coses color de rosa» o «la vida rosa».
- És el color de la maduixa com a sabor de llaminadura o gelat.
- La Pantera Rosa és un còmic i una pel·lícula.
- La taxa rosa és el que paguen de més les dones per un producte embolicat en color rosa o adreçat a dones.

## Tonalitats del rosa

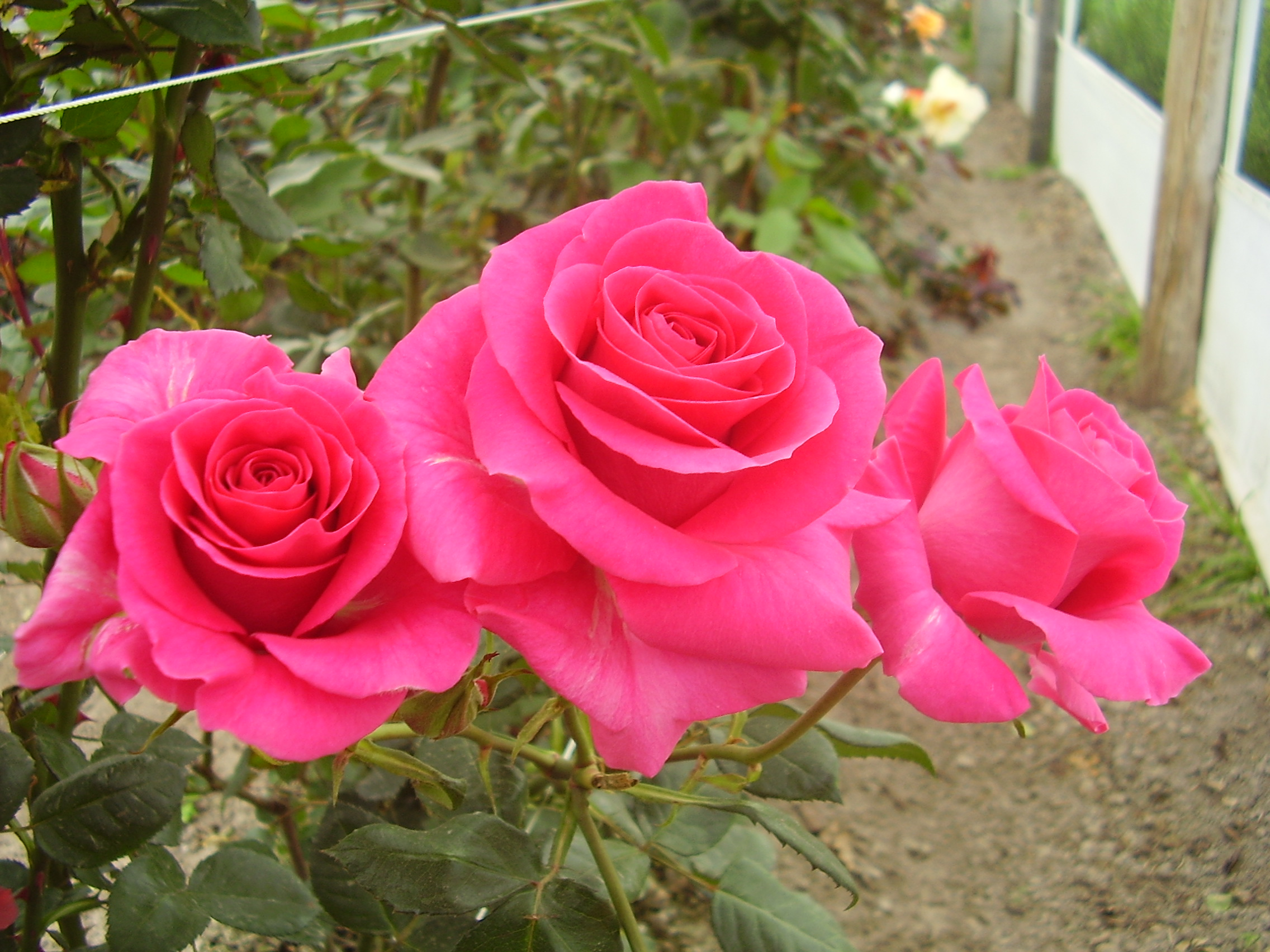
Unes roses de color rosa fort

| Nom          | Mostra | HTML    |
| ------------ | ------ | ------- |
| Rosa (fosc)  |        | #E80080 |
| Rosa americà |        | #FF033E |
| Rosa clar    |        | #FFC0CB |

### Altres
- Fúcsia
- Magenta
- Pell / carn
- Salmó